# Llista d'asteroides/156901-157000
| Nom      | Designació provisional | Data de descobriment | Lloc de descobriment | Descobridor/s |
| -------- | ---------------------- | -------------------- | -------------------- | ------------- |
| 156901 - | 2003 EK31              | 7 de març de 2003    | Anderson Mesa        | LONEOS        |
| 156902 - | 2003 EQ31              | 7 de març de 2003    | Socorro              | LINEAR        |
| 156903 - | 2003 EC32              | 7 de març de 2003    | Socorro              | LINEAR        |
| 156904 - | 2003 EO32              | 7 de març de 2003    | Anderson Mesa        | LONEOS        |
| 156905 - | 2003 EA33              | 7 de març de 2003    | Anderson Mesa        | LONEOS        |
| 156906 - | 2003 ES38              | 8 de març de 2003    | Anderson Mesa        | LONEOS        |
| 156907 - | 2003 EO39              | 8 de març de 2003    | Socorro              | LINEAR        |
| 156908 - | 2003 EG41              | 9 de març de 2003    | Socorro              | LINEAR        |
| 156909 - | 2003 EP52              | 8 de març de 2003    | Socorro              | LINEAR        |
| 156910 - | 2003 FB6               | 26 de març de 2003   | Campo Imperatore     | CINEOS        |
| 156911 - | 2003 FD11              | 23 de març de 2003   | Kitt Peak            | Spacewatch    |
| 156912 - | 2003 FS25              | 24 de març de 2003   | Kitt Peak            | Spacewatch    |
| 156913 - | 2003 FN28              | 24 de març de 2003   | Haleakala            | NEAT          |
| 156914 - | 2003 FB31              | 23 de març de 2003   | Palomar              | NEAT          |
| 156915 - | 2003 FK36              | 23 de març de 2003   | Kitt Peak            | Spacewatch    |
| 156916 - | 2003 FJ40              | 24 de març de 2003   | Kitt Peak            | Spacewatch    |
| 156917 - | 2003 FE44              | 23 de març de 2003   | Kitt Peak            | Spacewatch    |
| 156918 - | 2003 FC50              | 24 de març de 2003   | Haleakala            | NEAT          |
| 156919 - | 2003 FY51              | 25 de març de 2003   | Palomar              | NEAT          |
| 156920 - | 2003 FS55              | 26 de març de 2003   | Palomar              | NEAT          |
| 156921 - | 2003 FT56              | 26 de març de 2003   | Palomar              | NEAT          |
| 156922 - | 2003 FD58              | 26 de març de 2003   | Palomar              | NEAT          |
| 156923 - | 2003 FT58              | 26 de març de 2003   | Palomar              | NEAT          |
| 156924 - | 2003 FC59              | 26 de març de 2003   | Palomar              | NEAT          |
| 156925 - | 2003 FJ60              | 26 de març de 2003   | Palomar              | NEAT          |
| 156926 - | 2003 FQ61              | 26 de març de 2003   | Kitt Peak            | Spacewatch    |
| 156927 - | 2003 FL63              | 26 de març de 2003   | Palomar              | NEAT          |
| 156928 - | 2003 FW71              | 26 de març de 2003   | Haleakala            | NEAT          |
| 156929 - | 2003 FL73              | 26 de març de 2003   | Palomar              | NEAT          |
| 156930 - | 2003 FZ74              | 26 de març de 2003   | Palomar              | NEAT          |
| 156931 - | 2003 FU83              | 27 de març de 2003   | Palomar              | NEAT          |
| 156932 - | 2003 FZ87              | 28 de març de 2003   | Kitt Peak            | Spacewatch    |
| 156933 - | 2003 FM96              | 30 de març de 2003   | Kitt Peak            | Spacewatch    |
| 156934 - | 2003 FU97              | 30 de març de 2003   | Anderson Mesa        | LONEOS        |
| 156935 - | 2003 FX103             | 24 de març de 2003   | Kitt Peak            | Spacewatch    |
| 156936 - | 2003 FN111             | 31 de març de 2003   | Socorro              | LINEAR        |
| 156937 - | 2003 FU112             | 30 de març de 2003   | Socorro              | LINEAR        |
| 156938 - | 2003 FQ118             | 26 de març de 2003   | Anderson Mesa        | LONEOS        |
| 156939 - | 2003 FB120             | 24 de març de 2003   | Goodricke-Pigott     | V. Reddy      |
| 156940 - | 2003 FA121             | 25 de març de 2003   | Anderson Mesa        | LONEOS        |
| 156941 - | 2003 GY1               | 2 d'abril de 2003    | Haleakala            | NEAT          |
| 156942 - | 2003 GB3               | 1 d'abril de 2003    | Socorro              | LINEAR        |
| 156943 - | 2003 GC4               | 1 d'abril de 2003    | Socorro              | LINEAR        |
| 156944 - | 2003 GM4               | 1 d'abril de 2003    | Socorro              | LINEAR        |
| 156945 - | 2003 GO4               | 1 d'abril de 2003    | Socorro              | LINEAR        |
| 156946 - | 2003 GF5               | 1 d'abril de 2003    | Socorro              | LINEAR        |
| 156947 - | 2003 GO5               | 1 d'abril de 2003    | Socorro              | LINEAR        |
| 156948 - | 2003 GG15              | 4 d'abril de 2003    | Kitt Peak            | Spacewatch    |
| 156949 - | 2003 GX28              | 4 d'abril de 2003    | Kitt Peak            | Spacewatch    |
| 156950 - | 2003 GE41              | 9 d'abril de 2003    | Palomar              | NEAT          |
| 156951 - | 2003 GQ41              | 9 d'abril de 2003    | Kitt Peak            | Spacewatch    |
| 156952 - | 2003 GQ50              | 7 d'abril de 2003    | Socorro              | LINEAR        |
| 156953 - | 2003 HD12              | 25 d'abril de 2003   | Anderson Mesa        | LONEOS        |
| 156954 - | 2003 HP12              | 23 d'abril de 2003   | Campo Imperatore     | CINEOS        |
| 156955 - | 2003 HO13              | 24 d'abril de 2003   | Kitt Peak            | Spacewatch    |
| 156956 - | 2003 HE15              | 26 d'abril de 2003   | Haleakala            | NEAT          |
| 156957 - | 2003 HY20              | 24 d'abril de 2003   | Anderson Mesa        | LONEOS        |
| 156958 - | 2003 HZ21              | 27 d'abril de 2003   | Anderson Mesa        | LONEOS        |
| 156959 - | 2003 HK24              | 28 d'abril de 2003   | Kitt Peak            | Spacewatch    |
| 156960 - | 2003 HM24              | 28 d'abril de 2003   | Haleakala            | NEAT          |
| 156961 - | 2003 HM27              | 28 d'abril de 2003   | Socorro              | LINEAR        |
| 156962 - | 2003 HL29              | 28 d'abril de 2003   | Anderson Mesa        | LONEOS        |
| 156963 - | 2003 HP29              | 28 d'abril de 2003   | Anderson Mesa        | LONEOS        |
| 156964 - | 2003 HF30              | 28 d'abril de 2003   | Anderson Mesa        | LONEOS        |
| 156965 - | 2003 HE32              | 28 d'abril de 2003   | Kitt Peak            | Spacewatch    |
| 156966 - | 2003 HH32              | 28 d'abril de 2003   | Anderson Mesa        | LONEOS        |
| 156967 - | 2003 HB36              | 27 d'abril de 2003   | Anderson Mesa        | LONEOS        |
| 156968 - | 2003 HJ40              | 29 d'abril de 2003   | Socorro              | LINEAR        |
| 156969 - | 2003 HK44              | 27 d'abril de 2003   | Anderson Mesa        | LONEOS        |
| 156970 - | 2003 HY44              | 29 d'abril de 2003   | Anderson Mesa        | LONEOS        |
| 156971 - | 2003 HQ55              | 29 d'abril de 2003   | Anderson Mesa        | LONEOS        |
| 156972 - | 2003 JY3               | 3 de maig de 2003    | Reedy Creek          | J. Broughton  |
| 156973 - | 2003 JM4               | 1 de maig de 2003    | Kitt Peak            | Spacewatch    |
| 156974 - | 2003 JO4               | 1 de maig de 2003    | Socorro              | LINEAR        |
| 156975 - | 2003 JW5               | 1 de maig de 2003    | Kitt Peak            | Spacewatch    |
| 156976 - | 2003 JH7               | 2 de maig de 2003    | Socorro              | LINEAR        |
| 156977 - | 2003 JV10              | 1 de maig de 2003    | Pla D'Arguines       | R. Ferrando   |
| 156978 - | 2003 JT12              | 5 de maig de 2003    | Kitt Peak            | Spacewatch    |
| 156979 - | 2003 JB13              | 5 de maig de 2003    | Bergisch Gladbach    | W. Bickel     |
| 156980 - | 2003 JE15              | 6 de maig de 2003    | Kitt Peak            | Spacewatch    |
| 156981 - | 2003 KS1               | 22 de maig de 2003   | Kitt Peak            | Spacewatch    |
| 156982 - | 2003 KD2               | 22 de maig de 2003   | Kitt Peak            | Spacewatch    |
| 156983 - | 2003 KF7               | 23 de maig de 2003   | Kitt Peak            | Spacewatch    |
| 156984 - | 2003 KB10              | 26 de maig de 2003   | Bohyunsan            | Bohyunsan     |
| 156985 - | 2003 KE10              | 27 de maig de 2003   | Haleakala            | NEAT          |
| 156986 - | 2003 KA11              | 24 de maig de 2003   | Kitt Peak            | Spacewatch    |
| 156987 - | 2003 KC12              | 27 de maig de 2003   | Anderson Mesa        | LONEOS        |
| 156988 - | 2003 KE12              | 27 de maig de 2003   | Anderson Mesa        | LONEOS        |
| 156989 - | 2003 KB13              | 27 de maig de 2003   | Kitt Peak            | Spacewatch    |
| 156990 - | 2003 KX18              | 28 de maig de 2003   | Needville            | J. Dellinger  |
| 156991 - | 2003 LK1               | 2 de juny de 2003    | Kitt Peak            | Spacewatch    |
| 156992 - | 2003 LD6               | 7 de juny de 2003    | Socorro              | LINEAR        |
| 156993 - | 2003 ME                | 21 de juny de 2003   | Socorro              | LINEAR        |
| 156994 - | 2003 MT11              | 27 de juny de 2003   | Anderson Mesa        | LONEOS        |
| 156995 - | 2003 NM                | 1 de juliol de 2003  | Socorro              | LINEAR        |
| 156996 - | 2003 OC5               | 22 de juliol de 2003 | Haleakala            | NEAT          |
| 156997 - | 2003 OK5               | 22 de juliol de 2003 | Haleakala            | NEAT          |
| 156998 - | 2003 ON7               | 25 de juliol de 2003 | Palomar              | NEAT          |
| 156999 - | 2003 OC9               | 23 de juliol de 2003 | Palomar              | NEAT          |
| 157000 - | 2003 OL11              | 20 de juliol de 2003 | Palomar              | NEAT          |